# Marina Mokhnatkina
Marina Yuryevna Mokhnatkina (Perm, RSFS de Rusia; 12 de mayo de 1988) es una luchadora de sambo y artista marcial mixta rusa. Ha sido seis veces campeona del mundo y dos veces campeona de Europa de sambo, y ocho veces campeona de Rusia. Fichó por la promoción estadounidense Professional Fighters League (PFL) para luchar en la división femenina de peso pluma.

## Carrera de artes marciales mixtas

### Bellator MMA
Marina hizo su debut en Bellator contra la neozelandesa Janay Harding el 29 de marzo de 2019 en Bellator 219. Perdió el combate por decisión unánime.
Marina estaba programada para enfrentarse a Jessica Borga el 10 de diciembre de 2020 en Bellator 254. El combate fue cancelado por razones desconocidas.
Marina se enfrentó a la estadounidense Amanda Bell el 11 de junio de 2021 en Bellator 260. Ganó el combate por decisión unánime.

### Professional Fighters League
El 15 de julio de 2021, Marina anunció que su contrato con Bellator había expirado y firmó con la PFL. Tenía programado enfrentarse a Kaitlin Young el 19 de agosto de 2021 en la PFL 8. Después de que Young fuera eliminada del combate, Marina fue programada para enfrentarse a Claudia Zamora. Ganó el combate por decisión unánime.
Marina se enfrentó a Kayla Harrison el 6 de mayo de 2022 en la PFL 3. Perdió el combate por decisión unánime. Más adelante se enfrentó a Abigail Montes el 1 de julio de 2022 en la PFL 6. Ganó el reñido combate por decisión dividida. Después tocó Tatiane Aguiar el 3 de diciembre de 2022 en el RCC 13, ganando el combate por sumisión en el tercer asalto.

## Récord en artes marciales mixtas
| Resultado | Récord | Oponente           | Método                   | Evento                                                       | Fecha                   | Ronda | Tiempo | Localización     |
| --------- | ------ | ------------------ | ------------------------ | ------------------------------------------------------------ | ----------------------- | ----- | ------ | ---------------- |
| Derrota   | 11–4   | Larissa Pacheco    | Decisión (unánime)       | Professional Fighters League - 2023 Season PFL Championships | 24 de noviembre de 2023 | 5     | 5:00   | Washington D. C. |
| Victoria  | 11–3   | Amber Leibrock     | Sumisión (armbar)        | PFL 8                                                        | 18 de agosto de 2023    | 1     | 1:45   | Nueva York       |
| Victoria  | 10–3   | Evelyn Martins     | Decisión (unánime)       | PFL 5                                                        | 16 de junio de 2023     | 3     | 5:00   | Atlanta          |
| Victoria  | 9–3    | Yoko Higashi       | TKO (puñetazos)          | PFL 2                                                        | 7 de abril de 2023      | 2     | 1:29   | Las Vegas        |
| Victoria  | 8–3    | Tatiane Aguiar     | Sumisión (keylock)       | RCC 13                                                       | 3 de diciembre de 2022  | 3     | 4:00   | Ekaterimburgo    |
| Victoria  | 7–3    | Abigail Montes     | Decisión (split)         | PFL 6                                                        | 1 de julio de 2022      | 3     | 5:00   | Atlanta          |
| Derrota   | 6–3    | Kayla Harrison     | Decisión (unánime)       | PFL 3                                                        | 6 de mayo de 2022       | 3     | 5:00   | Arlington        |
| Victoria  | 6–2    | Claudia Zamora     | Decisión (unánime)       | PFL 8                                                        | 19 de agosto de 2021    | 3     | 5:00   | Hollywood        |
| Victoria  | 5–2    | Amanda Bell        | Decisión (unánime)       | Bellator 260                                                 | 11 de junio de 2021     | 3     | 5:00   | Uncasville       |
| Derrota   | 4–2    | Janay Harding      | Decisión (unánime)       | Bellator 219                                                 | 29 de marzo de 2019     | 3     | 5:00   | Temecula         |
| Derrota   | 4–1    | Liana Jojua        | Decisión (mayoría)       | Fight Nights Global 83: Alibekov vs. Aliev                   | 22 de febrero de 2018   | 5     | 5:00   | Moscú            |
| Victoria  | 4–0    | Karine Silva       | Sumisión (kneebar)       | Fight Nights Global 81: Matmuratov vs. Ignatiev              | 15 de diciembre de 2017 | 1     | 0:58   | Omsk             |
| Victoria  | 3–0    | Irina Degtyareva   | Sumisión (armbar)        | Fight Nights Global 69: Bagautinov vs. Nobre                 | 30 de junio de 2017     | 1     | 1:26   | Novosibirsk      |
| Victoria  | 2–0    | Karina Vasilenko   | Sumisión (achilles lock) | Fight Nights Global 53: Day 2 - Mineev vs. Enomoto           | 6 de octubre de 2016    | 1     | 2:52   | Moscú            |
| Victoria  | 1–0    | Ekaterina Torbeeva | Sumisión (armbar)        | Fight Nights Global 50: Fedor vs. Maldonado                  | 17 de junio de 2016     | 1     | 0:25   | San Petersburgo  |